# Augustinus van den Heuij
Augustinus Johannes Hubertus van den Heuij (Mook, 31 januari 1846 - Oerle, 15 mei 1913) was burgemeester van de voormalige Nederlandse gemeente Oerle.
Van den Heuij werd burgemeester van Oerle in 1905. Een van zijn prioriteiten was de realisatie van een nieuw gemeentehuis.
Naast zijn ambt bekleedde hij de functie van kassier bij de Boerenleenbank te Oerle, een bank waarvan hij een van de oprichters was.
Tot aan zijn dood in 1913 bleef hij burgemeester. Hij werd opgevolgd door zijn zoon, Petrus van den Heuij.